# Transistor d'unió creixent

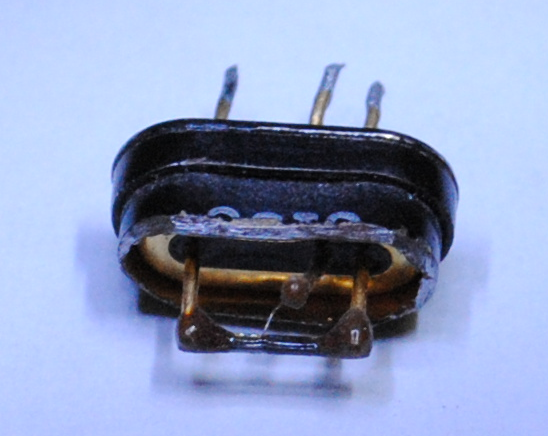
Un transistor d'unió cultivada NPN amb la coberta retirada per mostrar el lingot de germani i el cable base.

El transistor d'unió creixent va ser el primer tipus de transistor d'unió bipolar fet. Va ser inventat per William Shockley als laboratoris Bell el 23 de juny de 1948 (patent presentada el 26 de juny de 1948), sis mesos després del primer transistor bipolar de contacte puntual. Els primers prototips de germani es van fabricar el 1949. Bell Labs va anunciar el transistor d'unió cultivada de Shockley el 4 de juliol de 1951.
Un transistor d'unió creixent NPN està fet d'un sol cristall de material semiconductor que té dues unions PN cultivades. Durant el procés de creixement, un cristall de llavors s'extreu lentament d'un bany de semiconductor fos, que després creix en un cristall en forma de vareta (boule). El semiconductor fos està dopat de tipus N a l'inici. En un moment predeterminat del procés de creixement s'afegeix una petita pastilla d'un dopant de tipus P, seguida gairebé immediatament d'una pastilla una mica més gran d'un dopant de tipus N. Aquests dopants es dissolen en el semiconductor fos canviant el tipus de semiconductor posteriorment cultivat. El cristall resultant té una fina capa de material de tipus P intercalada entre seccions de material de tipus N. Aquesta capa de tipus P pot tenir tan sols una mil·lèsima polzada (25 μm) de gruix. El cristall es talla, deixant la capa fina de tipus P al centre de la rodanxa, després es talla en barres. Cada barra es converteix en un transistor soldant els seus extrems de tipus N a cables de suport i conductors, després soldant un cable d'or molt fi a la capa central de tipus P i, finalment, encaixant-los en una planxa tancada hermèticament. Un procés similar, utilitzant els dopants oposats, fa un transistor d'unió creixent PNP.
La part més difícil d'aquest procés és soldar el fil d'or a la capa base, ja que el cable pot tenir un diàmetre més gran que el gruix de la base. Per facilitar aquesta operació, el fil d'or s'apunta o s'aplana fins que l'extrem és més prim que la capa base. La punta del fil d'or es fa lliscar al llarg de la barra fins que la mesura de la resistència elèctrica mostra que està en contacte amb la capa base. En aquest moment s'aplica un pols de corrent, soldant el cable al seu lloc. Malauradament, de vegades, la soldadura és massa gran o està lleugerament descentrada a la capa base. Per evitar curtcircuits del transistor, el cable d'or està aliat amb una petita quantitat de dopant del mateix tipus que s'utilitza a la base. Això fa que la capa base es torni lleugerament més gruixuda al punt de la soldadura.
Els transistors d'unió cultivada rarament funcionaven a freqüències per sobre del rang d'àudio, a causa de les seves capes base relativament gruixudes. El creixement de capes base primes era molt difícil de controlar i soldar el cable a la base es feia més difícil com més prim es feia. Es podria obtenir un funcionament de major freqüència soldant un segon cable al costat oposat de la base, fent un transistor de tetrode i utilitzant una polarització especial en aquesta segona connexió de base.